# Danielopolina bahamensis
Danielopolina bahamensis är en kräftdjursart som beskrevs av Louis S. Kornicker och Thomas M. Iliffe 1989. Danielopolina bahamensis ingår i släktet Danielopolina och familjen Thaumatocyprididae. Inga underarter finns listade i Catalogue of Life.